# Cousinia gomolitzkii
Cousinia gomolitzkii là một loài thực vật có hoa trong họ Cúc. Loài này được Juz. ex Tscherneva mô tả khoa học đầu tiên năm 1962.